# Věřím Náhodám
Věřím Náhodám è il primo album di studio della cantante pop ceca Šárka Vaňková.

## Tracce
1. Lásku Dávej
2. Jen Tak Se Nevzdám
3. Každej Den
4. Hvízdni
5. Věřím Náhodám
6. Jsem Tvůj Anděl
7. Chraň Lásku Svou
8. Nechci Být Jenom Tvůj Sen
9. Stín
10. Sen
11. Jen Já A Ty
12. Chci Být S Tebou